# Farrea robusta
Farrea robusta is een sponssoort in de taxonomische indeling van de glassponzen (Hexactinellida). De spons leeft diep in zee. Het skelet van de spons bestaat uit spicula van kiezel.
De spons behoort tot het geslacht Farrea en behoort tot de familie Farreidae. De wetenschappelijke naam van de soort werd voor het eerst geldig gepubliceerd in 1875 door Bowerbank.